# Бохоницька сільська рада
Бохоницька сільська рада — колишній орган місцевого самоврядування у Вінницькому районі Вінницької області. Адміністративний центр — село Бохоники.

## Загальні відомості
- Бохоницька сільська рада утворена в 1921 році.
- Територія ради: 2,727 км²
- Населення ради: 1690 осіб (станом на 2001 рік)
- Територією ради протікає річка Південний Буг.

## Населені пункти
Сільській раді були підпорядковані населені пункти:
- c. Бохоники

## Склад ради
Рада складалася з 18 депутатів та голови.
- Голова ради: Савчук Ігор Григорович
- Секретар ради: Бортновська Катерина Іванівна

### Керівний склад попередніх скликань
| ПІБ                          | Основні відомості                                                 | Дата обрання | Дата звільнення |
| ---------------------------- | ----------------------------------------------------------------- | ------------ | --------------- |
| Бондар Михайло Володимирович | Сільський голова, 1956 року народження, освіта вища, безпартійний | 26.03.2006   | 31.10.2010      |
| Бондар Михайло Володимирович | Сільський голова, 1956 року народження, освіта вища, безпартійний | 31.10.2010   | 11.04.2014      |
| Савчук Ігор Григорович       | Сільський голова, 1961 року народження, освіта вища, безпартійний | 26.10.2014   |                 |

Примітка: таблиця складена за даними джерела

### Депутати
За результатами місцевих виборів 2010 року депутатами ради стали:

#### За суб'єктами висування
| Суб'єкт висування | Кількість обраних депутатів | %    |
| ----------------- | --------------------------- | ---- |
| Самовисування     | 17                          | 94,4 |
| Партія регіонів   | 1                           | 5,6  |

#### За округами
| № округу        | Прізвище, ім'я, по батькові          | Дата визнання обраним | Освіта         | Партійна приналежність | Відомості про обраного депутата                             |
| --------------- | ------------------------------------ | --------------------- | -------------- | ---------------------- | ----------------------------------------------------------- |
| Партія регіонів |                                      |                       |                |                        |                                                             |
| 12              | Мисенко Григорій Анатолійович        | 05.11.2010            | Освіта середня | член Партії регіонів   | ДП ДГ «Бохонецьке», водій                                   |
| Самовисування   |                                      |                       |                |                        |                                                             |
| 1               | Авраменко Валерій Володимирович      | 05.11.2010            | Освіта середня | позапартійний          | пенсіонер                                                   |
| 2               | Войтун Григорій Володимирович        | 05.11.2010            | Освіта вища    | позапартійний          | КОП «Бохоничанка», директор                                 |
| 3               | Сироветник Дмитро Володимирович      | 05.11.2010            | Освіта середня | позапартійний          | ДП ДГ «Бохонецьке», завідувач складу                        |
| 4               | Бортновський Олександр Миколайович   | 05.11.2010            | Освіта вища    | позапартійний          | ДП ДГ «Бохонецьке», головний зоотехнік                      |
| 5               | Костик Тетяна Вікторівна             | 05.11.2010            | Освіта середня | позапартійна           | будинок культури, тех. працівник                            |
| 6               | Горпинюк Інна Олександрівна          | 05.11.2010            | Освіта середня | позапартійна           | фельдшерсько-акушерський пункт, завідувачка                 |
| 7               | Тетерук Ольга Василівна              | 05.11.2010            | Освіта середня | позапартійна           | Бохонецька сільська рада, бухгалтер                         |
| 8               | Демчук Микола Пертрович              | 05.11.2010            | Освіта середня | позапартійний          | пенсіонер                                                   |
| 9               | Савчук Наталія Михайлівна            | 05.11.2010            | Освіта вища    | позапартійна           | Бохонецька сільська рада, рахівник-касир                    |
| 10              | Малюта Віктор Васильович             | 05.11.2010            | Освіта середня | позапартійний          | тимчасово не працює                                         |
| 11              | Мисенко Сергій Васильович            | 05.11.2010            | Освіта вища    | позапартійний          | Південно-зах. енергетичні системи, майстер                  |
| 13              | Бунза Іван Михайлович                | 05.11.2010            | Освіта вища    | позапартійний          | приватний підприємець                                       |
| 14              | Шмалківська-Возник Зоя Володимирівна | 05.11.2010            | Освіта вища    | позапартійна           | тимчасово не працює                                         |
| 15              | Марценюк Юрій Федорович              | 05.11.2010            | Освіта середня | позапартійний          | приватний підприємець                                       |
| 16              | Грек Валентин Антонович              | 05.11.2010            | Освіта вища    | позапартійний          | Вінницька філія страхової компанії «Укоопгарант», начальник |
| 17              | Василенко Володимир Григорович       | 05.11.2010            | Освіта вища    | позапартійний          | ВП «Держенергонагляд», ст. інспектор                        |
| 18              | Бортновська Катерина Іванівна        | 05.11.2010            | Освіта вища    | позапартійна           | Бохонецька сільська рада, секретар                          |